# Монте Кастело ди Вибио
Мо̀нте Кастѐло ди Вѝбио (на италиански: Monte Castello di Vibio) е село и община в Централна Италия, провинция Перуджа, регион Умбрия. Разположено е на 423 m надморска височина. Населението на общината е 1633 души (към 2010 г.).